# Глядя друг на друга
«Глядя друг на друга» (венг. Egymásra nézve, английское название «Другой путь» англ. Another Way, немецкое — «Другой взгляд» нем. Der andere Blick) — венгерская драма 1982 года режиссёра Кароя Макка, снятая по повести Эржебет Галгоци «В рамках закона» (другой перевод названия — «По уставу»).

## Сюжет
Действие фильма происходит в Венгрии в годы после восстания 1956 года. Журналистка Ева после долгого периода безработицы устраивается в журнал. Её коллегой становится Ливия, жена офицера безопасности. В то время как по работе Ева предпринимает попытки публиковать острые и злободневные статьи, в личной жизни она влюбляется в Ливию. Между женщинами возникает опасная связь, грозящая нарушить жизнь обеих. Что, в итоге, и происходит. Ливия признается мужу в том, что любит Еву. Не в силах это пережить, он стреляет в неё. Выжив, Ливия попадает в больницу. В это время Ева трагически погибает в приграничных лесах.

## Актёрский состав
| В ролях             |  | Персонаж     |
| ------------------- |  | ------------ |
| Ядвига Янковская    |  | Ева Цалански |
| Гражина Шаполовская |  | Ливия Хорват |
| Йозеф Кронер        |  |              |
| Адам Циртеш         |  |              |
| Габор Ревицки       |  | Фиала        |

## Награды
Фильм получил следующие награды:
| Награды                               | Награды | Награды                       | Награды                     | Награды                     |
| ------------------------------------- | ------- | ----------------------------- | --------------------------- | --------------------------- |
| Фестиваль / Премия                    | Год     | Награда                       | Категория                   | Победитель                  |
| Каннский кинофестиваль                | 1982    | Лучшая актриса FIPRESCI Prize |                             | Ядвига Янковская Карой Макк |
| Hungarian Film Week                   | 1983    | Лучший режиссёр               |                             | Карой Макк                  |
| São Paulo International Film Festival | 1983    | Приз зрительских симпатий     | Лучший художественный фильм | Карой Макк                  |